# リッキー・サンチェス
リッキー・サンチェス（Ricky Sanchez）ことリカルド・サンチェス・ロッサ（Ricardo Sanchez Rosa、1987年7月6日 - ）は、プエルトリコのプロバスケットボール選手。Guayama出身。ポジションはパワーフォワード。211cm、100kg。